# 甜菊苷
甜菊苷（英語：Stevioside, Stevia），又稱甜菊素、甜菊醣苷、甜菊萃，一種糖苷，1931年，由法國科學家從菊科草本植物甜葉菊（或稱甜菊葉）中提煉出。可作為甜味劑使用，而南美洲使用甜葉菊作為藥草和代糖已經有幾百年歷史。它具有高甜度、低熱能的特點，其甜度是蔗糖的200-300倍，熱值僅爲蔗糖的1/300。

## 特性
甜菊糖是一種源自於南美的天然甜味素，同時也是一種常用的食品添加劑，其對熱穩定且不引起血糖波動的特性，讓它常被作為一種食品甜味劑來使用。
甜菊糖已經獲得多數國家和地區的批准，例如美國、澳洲、紐西蘭、中國、韓國及日本等地。歐洲食品安全管理局（European Food Safety Authority）也已經確認甜菊糖之安全性，正在加快修例，批准甜菊糖在日常食品中使用。 

### 監管機構報告
1994年，美國食品藥物管理局因為未有充份証據証實甜菊糖可以安全食用，而且接獲舉報，投訴天然草本茶未經許可就使用了甜菊糖草，而禁止使用甜菊糖，並稱之為「不安全的食品添加劑」。不過，現在美國食品藥物管理局已經將甜菊糖定為GRAS（Generally Recognized As Safe，廣泛地被認為安全），即是已經滿足食品中的最高規格，可以按照安全標準量食用及添加。
世界衛生組織報告 (Joint FAO/WHO Expert Committee on Food Additives Report ）以及歐洲食品安全中心（European Food Safety Authority）指出，提出懷疑甜菊糖安全性的報告中測試的物質内容不詳，並認定並非正常甜菊糖含有的物質。在多年反覆的實驗中，研究人員將正常甜菊糖使用量加大至500至1,000倍，也尚未獲得一個對健康有負面影響的結果，致癌一說尚未得到更有效的實驗證明。

## 應用
甜菊糖在中國、日本及拉丁美洲有較多應用，其中甜菊糖佔日本本土原料糖市場大概40%。部分軟性飲料廠商，如可口可樂也推出以甜菊糖調味的飲料。